# Samer Ali Saleh al-Johar
Samer Ali Saleh al-Johar (* 18. Juli 2001) ist ein jordanischer Mittelstreckenläufer, der sich auf den 800-Meter-Lauf spezialisiert hat.

## Sportliche Laufbahn
Erste Erfahrungen bei internationalen Meisterschaften sammelte Samer Ali Saleh al-Johar bei den Olympischen Jugendspielen 2018 in Buenos Aires, bei denen er in einem Lauf disqualifiziert wurde und daher sein zweiter Lauf nicht als Resultat ausreichte. Im Jahr darauf durfte er dank einer Wildcard an den Weltmeisterschaften in Doha teilnehmen, bei denen er ebenfalls im Vorlauf disqualifiziert wurde. 
2018 und 2019 wurde al-Johar jordanischer Meister im 800-Meter-Lauf.

## Persönliche Bestzeiten
- 800 Meter: 1:52,10 min, 5. Juli 2018 in Bangkok